# Germania III
Die Germania III ist die dritte von sechs Segelyachten, die für die Familie Krupp gebaut wurden.

## Geschichte derGermania III
Die Yacht wurde 1935 nach einer Konstruktion von Henry Rasmussen auf der Bootswerft Abeking & Rasmussen in Lemwerder an der Weser bei Bremen als 8mR-Rennyacht erbaut (Baunummer 2974). Die Bezeichnung „8mR“ bedeutet 8 Meter und sagt nichts über die Länge des Bootes aus, sondern bezeichnet die 8-Meter-Klasse (auch als Klassenzeichen im Großsegel). 8-Meter-Klasse-Yachten sind eine Konstruktionsklasse. Um vergleichbar zu bleiben, werden die Boote in eine bestimmte, einzuhaltende Meter-Klasse gebaut, innerhalb derer – anders als bei den Einheitsklassen – die unterschiedlichsten Konstruktionen möglich sind.

### Olympische Spiele 1936

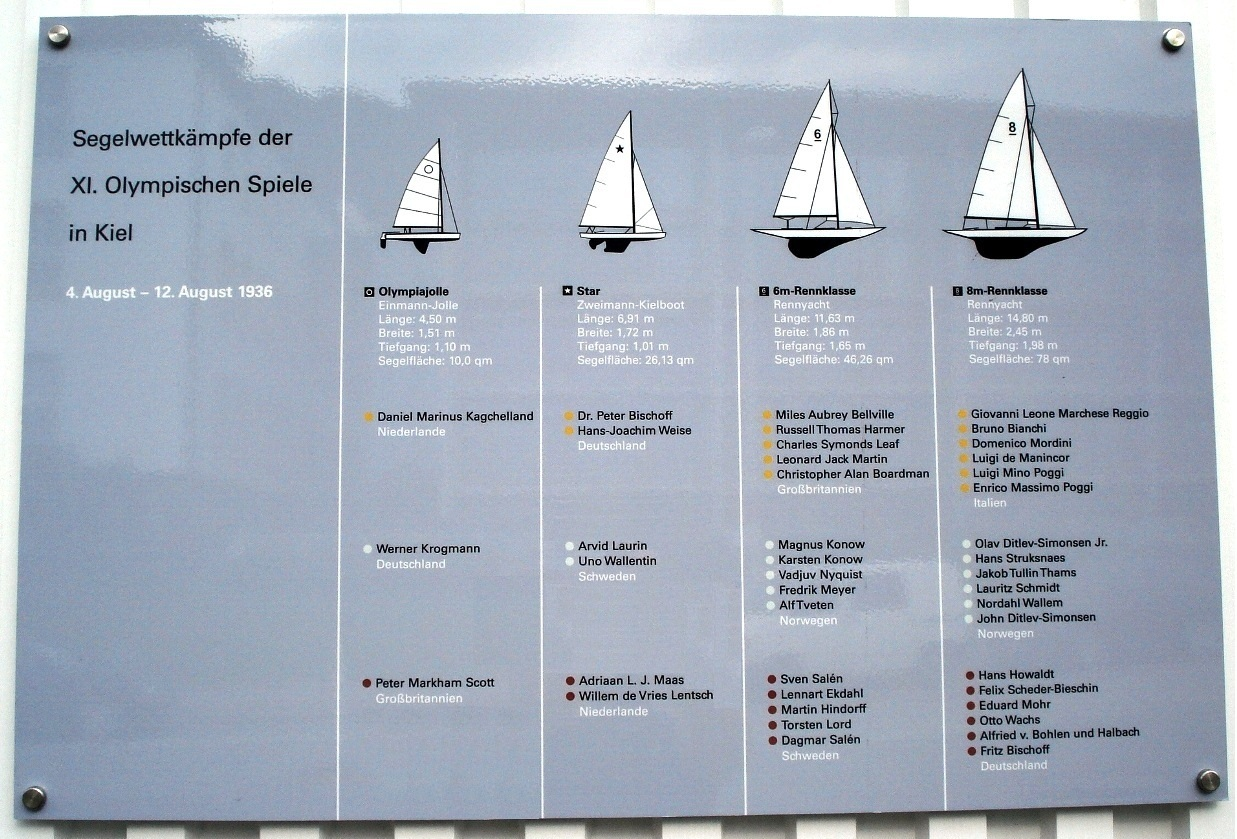
Informationstafel mit den Ergebnissen der olympischen Segelwettbewerbe 1936 am Sportboothafen Düsternbrook in Kiel, dem damaligen „Olympiahafen“

Segelriss 8mR-Yacht 1936

Die Germania III vertrat Deutschland bei den Segelwettbewerben der Olympischen Sommerspiele 1936 in Kiel und ersegelte mit ihrer Mannschaft, bestehend aus Hans Howaldt (Steuermann), Alfried Krupp von Bohlen und Halbach, Felix Scheder-Bieschin, Eduard Mohr, Otto Wachs und Fritz Bischoff die Bronzemedaille. Die Konkurrenz während der Olympischen Segelwettbewerbe in der 8mR-Klasse war hart und steigerte sich bis zur Erbitterung. Die Wettfahrten waren gekennzeichnet von vielen Protesten der Mannschaften gegeneinander und von Schiedsrichtern, die mehr auf Formalien bei der Einreichung von Protesten achteten als auf Gerechtigkeit im Sachverhalt zu bestehen. Das Vertrauen der Segler in die Unparteilichkeit der Schiedsrichter wurde schwer erschüttert.
| Nation                 | Yachtname    | Baujahr | 1. | 2. | 3. | 4. | 5. | 6. | 7. | Gesamt |
| ---------------------- | ------------ | ------- | -- | -- | -- | -- | -- | -- | -- | ------ |
| Königreich Italien     | Italia       | 1935    | 9  | 6  | 5  | 10 | 8  | 8  | 8  | 55     |
| Norwegen               | Silja        | 1931    | 8  | 10 | 9  | 5  | 6  | 7  | 8  | 53     |
| Deutsches Reich        | Germania III | 1935    | 5  | 9  | 7  | 7  | 10 | 10 | 5  | 53     |
| Schweden               | Ilderim      | 1936    | 10 | 8  | 10 | 8  | 5  | 0  | 10 | 51     |
| Finnland               | Cheerio      | 1929    | 6  | 5  | 8  | 4  | 7  | 0  | 7  | 37     |
| Vereinigtes Königreich | Saskia       | 1931    | 7  | 7  | 6  | 6  | 2  | 6  | 2  | 36     |
| Argentinien            | Matrero II   | 1935    | 3  | 4  | 4  | 2  | 3  | 5  | 4  | 25     |
| Dänemark               | Anitra       | 1930    | 2  | 1  | 1  | 9  | 9  | 0  | 0  | 22     |
| Frankreich             | Ea II        | 1936    | 1  | 2  | 2  | 0  | 4  | 9  | 3  | 21     |
| Vereinigte Staaten     | Angelita     | 1930    | 4  | 3  | 3  | 3  | 1  | 0  | 6  | 20     |

Germania III und die norwegische Silja, konstruiert von Johan Anker, lagen nach sieben Wettfahrten punktgleich an zweiter Stelle und mussten zum Stechen antreten. Silja gewann das Stechen und die Silbermedaille.

### Verbleib nach 1936
Die Germania III wurde 1940 für 15.000 Mark von Krupp an den Berliner Segler Miethe verkauft, der die Yacht nach einem Jahr nach Hamburg verkaufte. Hier segelte sie unter dem Namen Jamo im Besitz der Segelmacher Janssen und Mordhorst und überstand die Bombenangriffe auf Hamburg während des Zweiten Weltkrieges. Nach dem Krieg erwarb Jonny Wegener, Seniorchef der Wegener-Werft in Altenwerder die Yacht und gab ihr wieder den alten Namen Germania III. Diese Namensgebung war Krupp nicht recht, konnte von ihm aber auch nicht verhindert werden. In den Jahren 1949 und 1951 nahm die Yacht wieder erfolgreich an den Regatten um das „Blaue Band der Niederelbe“ teil. Nächster Eigner wurde der Hamburger Segler Kurt Wagner, der den Namenskult mit dem Schiff so weit trieb, dass man an Bord nur Bier der Marke Germania trank. Danach kam sie in die Hände des Frankfurter Rechtsanwalts Heinz Wagener. Nach seinem Tode 1965 lag sie auf dem Bodensee, hier entdeckte sie der Duisburger Unternehmer und passionierte Oldtimer-Segler Bernhard Kolbe, der sie penibel restaurierte. 1990 wurde sie dann auf der Wegener-Werft in Wedel/Holstein wieder in ihren ursprünglichen Zustand versetzt. Heute segelt die Germania III umgebaut zum Tourenschiff auf der Kieler Förde und liegt im alten Olympiahafen der Segelwettbewerbe von 1936, in dem auch die Germania VI ihren Liegeplatz hat.
1998 wurde Germania III Weltmeister in der 8mR-Klasse.

## Yachten mit dem Namen Germania
- Germania, 1908, Krupp Germaniawerft
- Germania II, 1934, A&R, 8mR-Yacht Baunummer 2856
- Germania III, 1935, A&R, 8mR-Yacht Baunummer 2974
- Germania IV, 1939, A&R, 8mR-Yacht Baunummer 3340
- Germania V, 1955, A&R, 13 KR-Yacht Baunummer 5025
- Germania VI, 1963, A&R, 16 KR-Yacht Baunummer 5895